# Raised by Swans
Pour les articles homonymes, voir Swans.
Raised by Swans, de son vrai nom Eric Howden, est un chanteur de rock indépendant canadien, originaire de London, en Ontario.

## Biographie
Toutes les chansons sont écrites par Eric Howden.
Le premier album, Codes and Secret Longing, est enregistré au studio House of Miracles de Andy Magoffin, et distribué en mars 2005 sous son propre label 1101,.
Eric Howden enregistre son deuxième album, No Ghostless Place, le 11 janvier 2010. En 2013, Howden explique, concernant le statut du groupe, que « Raised by Swans est et a toujours été un projet solo, non un groupe. Cela n'a pas été expliqué par le passé, ce qui est entièrement ma faute ; des problèmes avec la modestie ont fait que le statut du groupe n'était pas clair. Je suis heureux de jouer avec des musiciens talentueux à mes côtés sur scène... mais si quelqu'un veut jouer sur l'un de mes albums, par exemple, il jouera ce que j'ai écrit. »

## Discographie
- 2005 : Codes and Secret Longing
- 2010 : No Ghostless Place
- 2014 : Öxnadalur
- 2021 : Raised by Swans is the name of one man, volume 1